# Кубенско језеро
Кубенско језеро (рус. Кубенское озеро) је језеро у Русији. Налази се на територији Вологодске области. Површина језера износи 407 km².